# ولی اسپرینگز (آرکانزاس)
ولی اسپرینگز، آرکانزاس (به انگلیسی: Valley Springs, Arkansas) یک شهرک در ایالات متحده آمریکا است که در شهرستان بونی، آرکانزاس واقع شده‌است.

## خصوصیات
ولی اسپرینگز ۱٫۲ کیلومترمربع مساحت و ۱۷۵ نفر جمعیت دارد و ۳۳۱ متر بالاتر از سطح دریا واقع شده‌است.